# متلازمة العمود الفقري

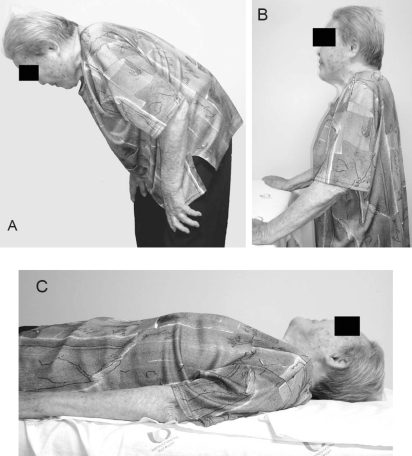
صورة سريرية تظهر مريضًا بالوضعية المثنية. يمكن تخفيفه عند الاستلقاء.

يُعدّ إنحناء الظهر، والمعروف أيضًا باسم متلازمة العمود الفقري المنحني (BSS) من أعراض العديد من الأمراض الأكثر شيوعًا عند كبار السن. يتم التعرف عليه من خلال انثناء العمود الفقري الصدري القطني غير الطبيعي، وهو انحناء أمامي للمفاصل السفلية للعمود الفقري، يحدث في وضع الوقوف. لكي يتم تصنيفها على أنها BSS، يجب أن يكون الانثناء الأمامي (انحناء الظهر السفلي) 45 درجة أماميًا. هذا التصنيف يميزه عن متلازمة مشابهة تعرف باسم حداب. (2)على الرغم من أن الإصابة بالعدوى المُعدِية للعضلات هي أحد أعراض العديد من الأمراض، إلا أن هناك أصلان شائعان: العصبية والعضلية. تُعالج الإصابة بالامتصاص العضلي عن طريق التخفيف من الحالة الكامنة التي تسببه من خلال الإجراءات العلاجية أو تغيير نمط الحياة.

## التاريخ والمجتمع

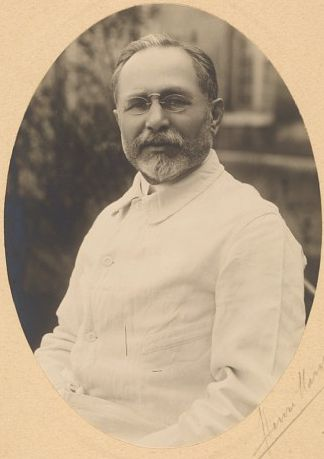
كان ألكسندر-أخيلي سوكيس واحدًا من أوائل الباحثين الرئيسيين في الإصابة بالعدوى المبتذلة وخلقوا التعريف والاسم المستخدمين للحالة حتى يومنا هذا.

اشتق مصطلح انحناء الظهر من كلمتين يونانيتين تعنيان «الانحناء» (κάμπτω، kamptō) و «الجذع» (κόρμος، kormos)، وقد صاغها ألكسندر-أخيلي سوكيس وب. روزانوف-سالوف. قام هذان الرجلان أيضًا بوضع تعريف للمرض مقبول على نطاق واسع اليوم.
عندما تم دراسة الاضطراب سريريًا لأول مرة في وقت الحرب العالمية الأولى، كان يُعتقد أنه اضطراب تحويل نفسي المنشأ ناتج عن الصدمة الشديدة للحرب. عالجت Souques وغيرها المرضى الذين يعانون من العلاج النفسي والإصدارات المبكرة من العلاج الكهربائي. استخدم صموئيل أ. ساندلر منهجًا مشابهًا لعلاج الجنود خلال الحرب العالمية الثانية. أدت رؤية BSS كاضطراب تحويل إلى نقص الوعي بالظروف وقلة التشخيص من قبل الأطباء.
مع تقدم الوقت وتحقق تقدم في معرفة علم الأعصاب وعلم وظائف الأعضاء، تم تحديد الآليات البيولوجية وراء الانحناء غير المنتظم. المصطلح المفضل طبيًا حاليًا للحالة هو متلازمة العمود الفقري المنحني، بسبب الأصل النفسي المرتبط بتكوُّن الكريات.

### انحناء الظهر في كبار السن
لا يقتصر BSS على كبار السن ولكن متوسط عمر ظهور 66 سنة؛ وهو أكثر شيوعًا بين الرجال. يرجع هذا العصر المتأخر للظهور إلى حد كبير إلى زيادة عدد الحالات المسببة للأعراض لدى كبار السن - مثل ضعف العضلات والاضطرابات العصبية مثل مرض باركنسون. على الرغم من أن BSS لا يحتوي على أي وصمة سلبية في حد ذاته، إلا أنه قد يُنظر إلى المتأثرين به بشكل مختلف بسبب الحالة. على سبيل المثال، يمكن اعتبار الشخص المسن المصاب بالحالة ضعيفًا جدًا جسديًا، بسبب الانحناء الشديد للظهر الناجم عن الحالة.

## الخصائص والأعراض
يتمثل العرض الأساسي لعدوى المشحم في الانحناء الأمامي غير الطبيعي للجذع. يصبح هذا الانحناء أسوأ أثناء المشي ولكنه لا يظهر عندما يكون الشخص المصاب مستلقيًا في وضع أفقي. هذا التخفيف من الحالة يشير إلى أنه مظهر من مظاهر مرض أو مرض آخر وليس بسبب العمود الفقري منحني بالفعل. هذا أمر مثير للسخرية إلى حد ما، لأن الاسم المقبول طبيًا للحالة هو متلازمة العمود الفقري.
في الفرد المصاب، يتكون الانحناء غير الطبيعي من انثناء أمامي أكبر من 45 درجة. بسبب هذا الانحناء والقيود الجسدية الناجمة عن الظروف المرتبطة بالمرض، فمن المستحيل عادةً على الشخص المصاب تحقيق وضع منتصب بالكامل. بالإضافة إلى ذلك، غالبًا ما يعاني المرضى الذين يعانون من داء المصغرات من آلام أسفل الظهر نتيجة للحالة. غالبًا ما يظهر BSS في الأفراد المصابين بمرض باركنسون أو الحثل العضلي أو اضطرابات الغدد الصماء أو الحالات الالتهابية (التهاب العضلات) أو اعتلال عضلي الميتوكوندريا. كما ذكرنا سابقًا، فإن المرض أكثر شيوعًا لدى كبار السن.

## علم الأمراض
عندما تم تحديدها مبدئيًا، تم تصنيف الإصابة بالعدوى كمرض نفسي. على الرغم من أن الحالة تكون أحيانًا مظهرًا من مظاهر نفسية، إلا أن تنشؤ الخلايا العضلية ينشأ عادةً من أمراض عضلية أو عصبية. ومع ذلك، نظرًا لتنوع مجموعة واسعة من الأمراض التي تؤدي إلى الإصابة بالعدوى، لا يوجد سبب واحد هو الأكثر تأثيرًا على الحالة.

### أصل عضلي
يمكن أن يكون BSS الأصل العضلي BSS ثانويًا لاضطرابات عضلية مختلفة أو يحدث كاعتلال مجهول السبب الأساسي. تسمى هذه المسببات BSS الثانوية والأولية BSS على التوالي. BSS الأساسي مجهول السبب هو اعتلال عضلي متأخر يبدأ مع ضعف عضلي تدريجي يتم اكتشافه على العضلات الباسطة للعمود الفقري في المرضى المسنين وهو أكثر انتشارًا في الإناث. عادة ما يرتبط التسبب في BSS الأساسي بالتليف والتسلل الدهني للأنسجة العضلية والتغيرات في الميتوكوندريا بسبب عملية الشيخوخة. على وجه التحديد، يحدث ضعف في عضلات الفقرات. هذه العضلات الفقارية لها تأثير كبير على موقف المشي والمشية للمريض، لذلك يؤدي التسلل الدهني وتدهور هذه العضلات إلى الخصائص التي تحدد بسهولة BSS ، مثل الثني الأمامي للظهر مع القدرة على الحفاظ على الاستقامة مع أي نوع من الدعم (على سبيل المثال، التمسك على طاولة).
يمكن أن يكون لـ BSS الثانوي العديد من الأسباب، مما يجعل من الصعب تحديد اضطراب عضلي محدد. بعض الأمثلة على الأمراض التي تحتوي على BSS ثانوي كأعراض هي اعتلال عضلي ناجم عن الحثل العضلي، والاضطرابات العصبية والعضلية، وأمراض العضلات الالتهابية. اضطرابات التمثيل الغذائي أو الغدد الصماء. والاعتلال العضلي الميتوكوندريا. يمكن لخزعة العضلات أن توضح بوضوح ما إذا كانت BSS الأولية أو BSS الثانوية تصيب المريض، لأن BSS الأساسي يمكن تحديده بشكل أكبر.

### أصل عصبي
تسبب العديد من الاضطرابات العصبية BSS ، بما في ذلك ي، والتصلب الجانبي الضموري المبكر. عادة، يحدث العمود الفقري المثني بسبب خلل في عضلات العمود الفقري الباسطة مع سبب عصبي.
قد ينشأ الأصل العصبي BSS أيضًا من تلف نواة العقد القاعدية التي تعد جزءًا من القشرة الدماغية، والتي تلعب دورًا رئيسيًا في التموضع الجسدي. يمكن أن يؤدي تلف هذا الجزء من الدماغ إلى تثبيط الانثناء والامتداد المناسبين في العضلات اللازمة للحفاظ على وضع رأسي. بالإضافة إلى ذلك، يلعب الدوبامين الناقل العصبي دورًا رئيسيًا في عملية العقد القاعدية. يؤدي تركيز الدوبامين المنخفض بشكل غير طبيعي، مثل ذلك المرتبط بمرض باركنسون، إلى خلل وظيفي في العقد القاعدية ومجموعات العضلات المرتبطة، مما يؤدي إلى BSS. قدرت الدراسات أن انتشار BSS في الأشخاص المصابين بالباركنسون يتراوح بين 3 ٪ و 18 ٪.

### طفرات جينية
تم تحديد العديد من الطفرات الجينية في المرضى الذين يعانون من داء المشعرات. وتشمل هذه الجينات RYR1 في اعتلال عضلي محوري، وجين DMPK في الحثل العضلي، والجينات المتعلقة باعتلال الأعصاب ومرض باركنسون. يمكن أن تكون هذه الجينات بمثابة أهداف للعلاج الجيني لعلاج الحالة في السنوات القادمة.

## التشخيص
من أجل وصف حالة المريض بأنها BSS ، يجب أن تكون زاوية الانحناء أكبر من 45 درجة. على الرغم من أنه من السهل جدًا ملاحظة وجود الحالة، إلا أنه من الصعب تمييز سبب الحالة. تشمل الحالات التي لا تعتبر BSS كسور العمود الفقري، والظروف الموجودة سابقًا، والتهاب الفقار اللاصق. يمكن استخدام التصوير المقطعي المحوسب في أسفل الظهر والتصوير بالرنين المغناطيسي لتصوير سبب المرض. يمكن إجراء مزيد من تحديد السبب عن طريق التحليل النسيجي أو الخلوي لخزعة العضلات.
مرض الخلايا العصبية الحركية ، واضطرابات الجهاز العصبي ال
مركز

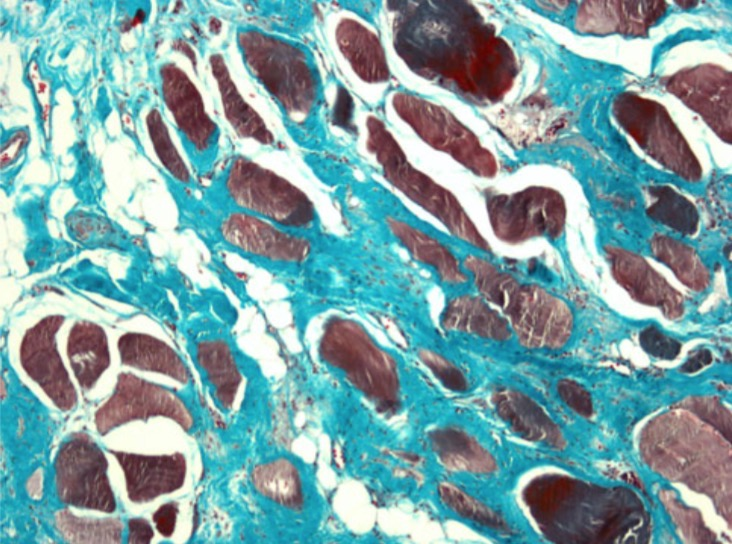
خزعة عضلة العمود الفقري تظهر رواسب جسدية شديدة للتليف (أخضر) وتسلل دهني. يمكن أيضًا ملاحظة التوزيع غير المنتظم لألياف العضلات غير المطوية. (ثلاثي الألوان ، التكبير الأصلي × 9100)

تتطور الإصابة بالعدوى المكبرة تدريجياً في المرضى المصابين بمرض باركنسون. يشمل تشخيص داء المشعرات المصاحب لمرض باركنسون استخدام تصوير الدماغ والحبل الشوكي، إلى جانب التصوير الكهربائي أو خزعات العضلات.
خزعات العضلات هي أيضًا أداة مفيدة لتشخيص الإصابة بالعدوى. تم العثور على خزعات العضلات التي تحتوي على أحجام ألياف عضلية متغيرة وحتى التليف الداخلي قد يكون علامات على متلازمة العمود الفقري. بالإضافة إلى ذلك، فإن العمارة الداخلية غير المنظمة وقلة النخر أو التجديد هي علامة على تجلط الدم.
المرضى الذين يعانون من تجلط الدم الحركي لديهم قوة منخفضة ووضعية منحنية عند الوقوف بسبب ضعف العضلات البولية (العضلات الموازية للعمود الفقري). سريريا، تظهر عضلات الأطراف التعب مع الحركات المتكررة.(4) تخضع العضلات المتداخلة لتسلل الدهون. يمكن استخدام التصوير الكهربائي أيضًا في التشخيص. في المتوسط، تم العثور على العضلات البولية للأشخاص المصابين بـ 75٪ من اعتلال عضلي، في حين كانت عضلات الأطراف 50٪ من اعتلال عضلي. (4) مستويات نشاط الكرياتين كيناز في العضلات الهيكلية هي مؤشر تشخيص يمكن التعرف عليه من خلال اختبارات الدم.

## العلاج والتشخيص

### العلاج والإدارة

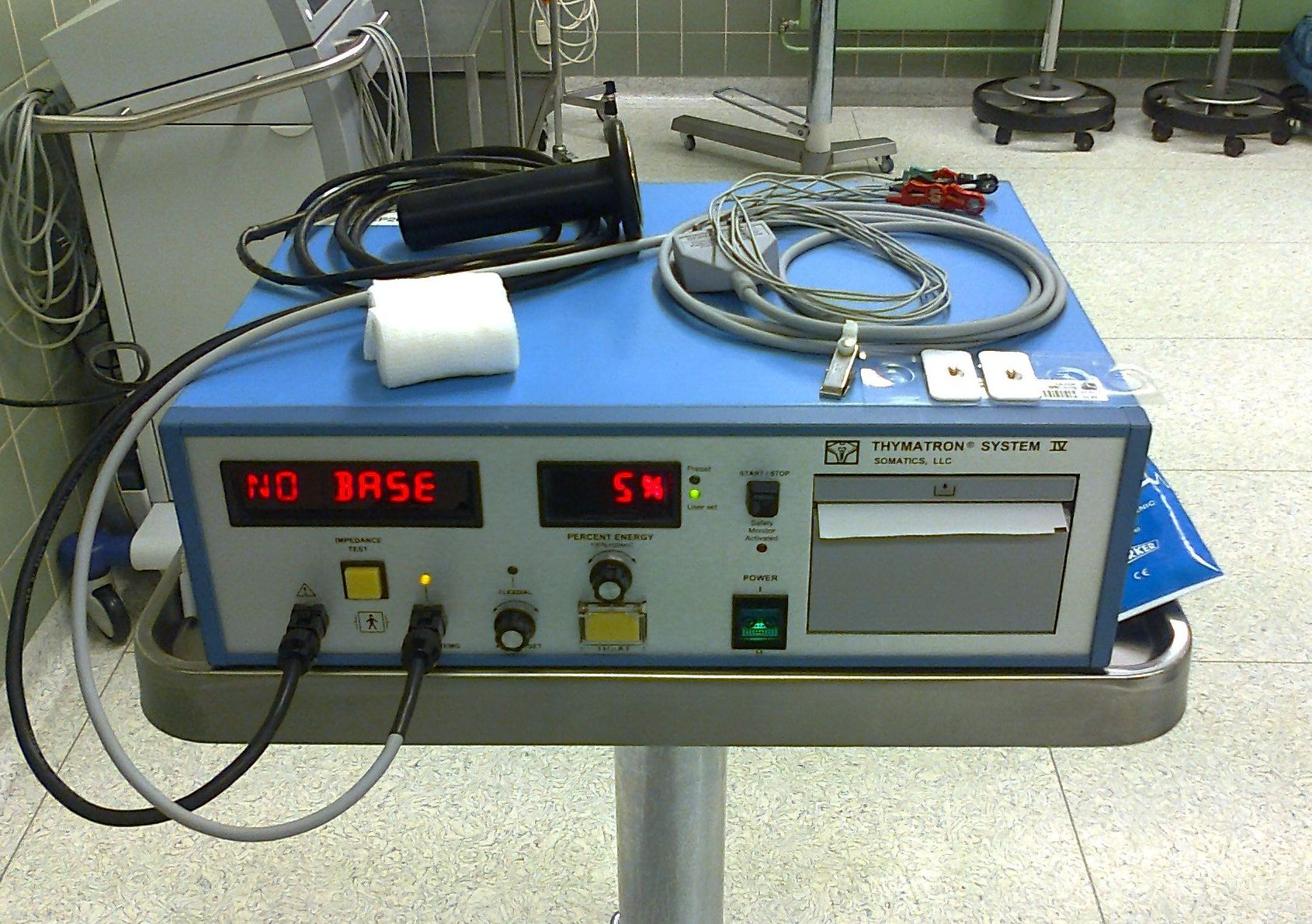
يستخدم Thymatron IV للعلاج بالصدمات الكهربائية

نظرًا لمجموعة واسعة من أسباب الإصابة بالعدوى، لا يوجد علاج واحد يناسب جميع المرضى. بالإضافة إلى ذلك، لا يوجد علاج دوائي محدد لـ BSS الأساسي. يعتمد استخدام الأدوية المسكنة كليًا على شدة آلام الظهر. يمكن تخفيف BSS العضلي من خلال تغييرات نمط الحياة الإيجابية، بما في ذلك النشاط البدني، والمشي مع قصب السكر، والنظام الغذائي المغذي، وفقدان الوزن. تفاقم الأعراض ممكن ولكنه نادر الحدوث.
يمكن أن يخفف علاج السبب الكامن للمرض الحالة لدى بعض الأفراد الذين يعانون من BSS الثانوي. تشمل خيارات العلاج الأخرى الأدوية وحقن توكسين البوتولينوم والعلاج بالصدمات الكهربائية والتحفيز العميق للدماغ والتصحيح الجراحي. لسوء الحظ، لا يتم علاج العديد من كبار السن من الأفراد المتضررين من BSS جراحيًا بسبب الأمراض الجسدية المرتبطة بالعمر وفترة التعافي الطويلة بعد الجراحة.

### النتيجة والتشخيص
يمكن أن تؤدي هذه الحالة إلى الضغط الزائد على العمود الفقري، مما يسبب الألم وعدم الراحة.(4) إذا كان العمود الفقري منثنيًا جدًا، فقد يعاني المريض من صعوبات في التنفس بسبب ضغط العمود الفقري على الرئتين. قد يؤدي تكاثر الخلايا إلى ضعف العضلات في الجزء العلوي من الظهر وإلى التهاب المفاصل وأمراض تنكس العظام الأخرى. بسبب فقدان قوة العظام، تزداد أهمية إصابة العمود الفقري والانزلاق في العمود الفقري. يمكن أن تؤدي الإصابة بالعدوى المهاجرة إلى الإصابة بالعدوى والأورام وأمراض الغدد الصماء والأنسجة الضامة. يعتمد نجاح طريقة العلاج إلى حد كبير على المريض، ولكن الاستجابة للطرق العلاجية منخفضة بشكل عام.

## اتجاهات البحث

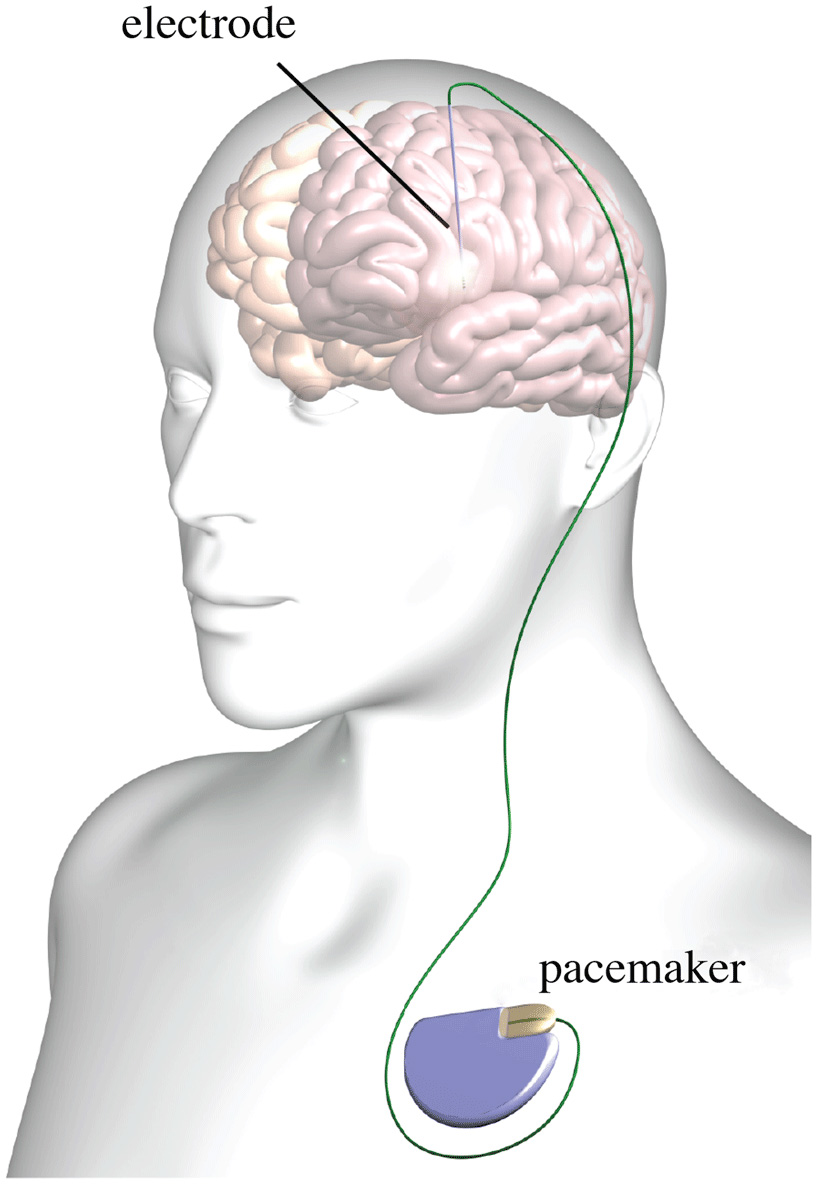
Typical deep brain stimulation setup

أوضحت الدراسات السريرية أن تكون الخلايا المُعدية وراثية؛ ومع ذلك، لا تزال آلية الميراث غير واضحة. تشمل مجالات البحث الحالية الدراسات الجزيئية والجينية التي تهدف إلى توضيح نموذج وراثي محتمل إلى جانب الآليات المرضية الجزيئية والبروتينات المسؤولة عن BSS. سيساعد هذا البحث في تسهيل تحسين تصنيف الحالة وتشخيصها وعلاجها. بالإضافة إلى ذلك، يتم تطوير تقنيات جديدة ونماذج حيوانية من تشوهات الوضعية لفهم تنكس الكامات وتصميم طرق علاج أكثر فعالية.

### التحفيز العميق للدماغ
إحدى طرق العلاج الواعدة للغاية لعلاج داء المشعرات هي التحفيز العميق للدماغ. في السابق، تم استخدام التحفيز العميق للدماغ والتحفيز الثنائي للنواة تحت المهاد و / أو globus pallidus internus لعلاج المرضى الذين يعانون من مرض باركنسون. وقد أظهرت الدراسات أنه يمكن استخدام علاجات مماثلة للمرضى الذين يعانون من تجلط الدم الحاد. من خلال استخدام مقياس تصنيف خلل التوتر العضلي Burke-Fahn-Marsden قبل وبعد العلاج، وجد أن المرضى قد عانوا من تحسن وظيفي كبير في القدرة على المشي.